# Thomas Berthold
‎
Thomas Berthold, nemški nogometaš in trener, * 12. november 1964, Hanau, Zahodna Nemčija.
V svoji aktivni karieri je igral za klube: Eintracht Frankfurt, Hellas Verona, A.S. Roma, FC Bayern München, VfB Stuttgart in Adanaspor. 
Med letoma 1985 in 1994 je odigral tudi 62 tekem za nemško nogometno reprezentanco in dosegel en gol.